# Regne d'Alemanya
El Regne d'Alemanya, o Regne de Germania o Regne dels Germans (en llatí : Regnum Teutonicorum, "Regne dels Teutons", Regnum Teutonicum, "Regne Teutònic") va ser un regne que es va desenvolupar a partir de la Frància Oriental, la divisió oriental de l'antic Imperi carolingi. Frància Oriental es va formar pel Tractat de Verdun de 843 i va ser governada per la Dinastia carolíngia fins a 919, i a partir d'aquí es va formar una monarquia electiva. Els electors inicials van ser els governants dels ducats arrel, que generalment elegien a un dels seus. Després de 962, quan Otó I va ser coronat emperador, Frància Oriental, coneguda després amb el nom de Germania, va constituir el gruix del Sacre Imperi Romanogermànic juntament amb el Regne d'Itàlia. Més tard va incloure a Bohèmia (després de 1004) i Borgonya (després de 1032).
De la mateixa manera que l'Anglaterra anglosaxona i la França medieval, l'Alemanya medieval es va consolidar a partir d'un conglomerat de tribus, nacions o entitats polítiques més petites durant l'Alta Edat Mitjana. El terme rex teutonicorum ('rei dels teutons') es va començar a usar a Itàlia al voltant de l'any 1000. Va ser popularitzat per la cancelleria del papa Gregori VII durant la Lluita de les investidures (finals del segle XI), potser com una eina polèmica contra l'emperador Enric IV.
Al segle XII, per emfatitzar el caràcter imperial i transnacional del seu càrrec, els emperadors van començar a emprar el títol rex Romanorum - Rei de romans- a la seva elecció, per part dels prínceps electors, set bisbes i nobles alemanys. Els diferents títols que s'utilitzaven per a Alemanya, Itàlia i Borgonya, que tradicionalment tenien els seus propis tribunals, lleis i cancelleries, van deixar d'usar-se gradualment. Després d'implantar-se la Reforma imperial i la Dieta d'Augsburg, la part germana del Sacre Imperi Romanogermànic es va dividir al Cercle Imperial (Reichskreise), que van definir efectivament a Alemanya contra els territoris imperials fora dels Cercles Imperials: Itàlia imperial, Regne de Bohèmia i l'Antiga Confederació Suïssa. No obstant això, hi ha relativament poques referències d'un regne germà diferenciat del Sacre Imperi Romanogermànic.

## Terminologia
La divisió oriental del Tractat de Verdun es va anomenar Regnum Francorum Orientalium o Frància Orientalis : el Regne dels francs orientals o simplement Frància Oriental. Era la meitat oriental de l'antic regnum austrasiorum merovingio (Austrasia). Els 'francs orientals' (o austrasians) eren els de Francònia, que havien estat colonitzats per francs. Els altres pobles de l'orient de França eren saxons, frisons, turingis i similars, coneguts com a teutons (o germans) i, de vegades, francs a mesura que les identitats ètniques canviaven en el transcurs del segle IX.
Una entrada als Annals iuvavenses (o Anals de Salzburg) de l'any 919, aproximadament contemporània però que ha sobreviscut només en una còpia del segle XII, registra que Baiuarii sponte es reddiderunt Arnolfo duci et regnare ' Arnulfo I de Baviera, va ser triat per regnar al Regne dels teutons'. Els historiadors no es posen d'acord sobre si aquest text és el que estava escrit a l'original perdut, o si la idea del Regne com a teutó o germà, en lloc de franc, data del segle X o del segle XI, encara que la idea del regne com a 'germànic' està fermament establerta des de finals del segle XI.
Des de finals del segle XI, durant la Lluita de les investidures, la Cúria Ponfifícia va començar a fer servir el terme regnum teutonicorum per referir-se al regne d'Enric IV en un esforç per reduir-lo al nivell dels altres reis d'Europa, mentre que ell mateix va començar a utilitzar el títol rex Romanorum o "Rei de romans" per emfatitzar el seu dret diví a l' imperium Romanum. Aquest títol va ser emprat amb més freqüència pels mateixos reis germànics, encara que es dignéssin a emprar el títol de 'teutònics' quan es considerava de forma diplomàtica, com a la carta de Federic I al Papa, en referència al fet que va rebre el coronam Theutonici regni -corona del regne teutó. Els reis i eclesiàstics estrangers van seguir referint-se al Regnum Alemanniae i Règne o Royaume d'Allemagne. Els termes imperium / imperator o imperi / emperador sovint s'assignaven al regne germà i als seus governants, fet que comporta un reconeixement de la seva ascendència imperia, però combinant-se amb les referències 'teutòniques' i 'germanes', i a una negació de les seva Romanitat i el domini universal. El terme regnum Germaniae comença a aparèixer fins i tot en fonts alemanyes a principis del segle XIV.
Al llarg de l'Edat Mitjana, la convenció era que el rei escollit de Germania també era Emperador de romans. El seu títol era reial: Rei de germans o, a partir del 1237, Rei de romans, des de la seva elecció fins a la seva coronació a Roma per part del Papa, per acabar sent, emperador. Després de la mort de Frederic II el 1250, la tendència cap a un 'regne germànic més clarament concebut' no va arribar a consolidar-se. El títol de 'Rei de romans' va arribar a ser cada cop menys reservat a l'emperador electe, però sense coronació a Roma. L'emperador triat era conegut com a "rei germànic" o simplement es deia a si mateix 'imperator'. El regnat era datat des del dia de l'elecció (Felip de Suabia, Rodolf d'Alemanya), o des del dia de la coronació (Otó IV, Enric VII, Luis IV, Carles IV). El dia de l'elecció es va convertir en la data d'inici de forma permanent a partir de Segimón I.
Finalment, Maximilià I va canviar el tractament d'emperador el 1508 amb l'aprovació papal. Després de la seva coronació germànica, el seu tractament va ser Dei gratia Romanorum imperator electus semper augustus. És a dir, ell era “l'emperador electe”, un terme que no implicava que fos l'emperador en espera o que encara no fos completament emperador, sinó que era emperador en virtut de l'elecció en lloc de la coronació papal. Per tradició, el tractament rex Romanorum electus es va mantenir entre l'elecció i la coronació germana. Tanmateix, es va reprendre el costum de tenir l'hereu natural com a Rei de romans en vida de l'emperador. Per aquesta raó, el títol de 'Rei de romans' (rex Romanorum, de vegades 'rei de germans' o rex Teutonicorum) va arribar a significar hereu natural, el successor triat mentre l'emperador encara era viu.
L'arquebisbe de Magúncia va ser ex officio canceller de Germània, ja que els seus col·legues, l'arquebisbe de Colònia i l'arquebisbe de Tréveris van ser els cancellers d'Itàlia i Borgonya, respectivament. Aquests títols van continuar en ús fins al final de l'imperi, però només va existir la cancelleria germana.

## Història

Frància Mitjana sorgida del Tractat de Verdun de 843, on s'inclouen les tres divisions.

### Període carolingi, 843–919
La divisió tripartita de l'Imperi carolingi després del Tractat de Verdun de 843 va ser desafiada molt aviat a la mort de l'emperador Lotari I el 855. Lotario, fill major de Lluís el Pietós, havia dividit el seu regne de Frància Mitjana entre els seus tres fills i immediatament, la més septentrional de les tres divisions, Lotaringia, va ser disputada entre els reis de Frància Oriental i Frància Occidental. La guerra va durar fins al 925. Lotari II de Lotaringia, fill segon de Lotari I, havia mort en 869 i el Tractat de Meerssen de 870 va dividir el seu regne entre la Frància Oriental i Occidental, però els sobirans francs occidentals van renunciar a la seva part legítima de la Frància Oriental pels Tractats de Ribemont el 880. El tractat va fixar la frontera entre França i Germània fins al segle XIV. La noblesa lotaríngia va tractar de preservar la seva independència del domini franc de l'est i de l'oest, canviant la seva lleialtat a conveniència amb la mort del rei Lluís IV el 911, si bé el 925, Lotaringia va ser cedida finalment a Frància Oriental per Raul I de França, per després formar el Ducat de Lorena dins del regne franc oriental.
Frància Oriental va ser així mateix, segons el costum tradicional de l'època, dividida en tres parts a la mort de Lluís el Germànic (875). Coneguts tradicionalment com a 'Saxònia', 'Baviera' i 'Suabia', aquests regnes van ser governats pels tres fills de Luis en cooperació, però van ser una altra vegada reunificats per Carles el Gras el 882, al morir els seus germans. Tot i així, hi havia diferències entre els pobles de les diferents regions del seu regne, per la qual cosa cada regió podria ser fàcilment descrita pels seus contemporanis com un regnum, encara que no es poguessin considerar com a regnes en si. Per altra banda, la llengua germànica comuna i la tradició del govern comú des de 843 van preservar els llaços polítics entre els diferents regnes i van impedir que el regne germànic s'enfonsés després de la mort de Carles. El treball de Lluís el Germànic per mantenir el seu regne i donar-li un govern real fort també va contribuir, en gran manera, a la creació d'un Estat franc oriental, és a dir, germànic.

### Ducats arrel

Ducats arrel al Regne de Germània i el Sacre Imperi, c. 1000.
----
Ducat de Saxònia
Ducat de Baixa Lorena
Ducat d'Alta Lorena
Ducat de Francònia
Ducat de Suàbia
Ducat de Baviera

Dins de la Frància Oriental existien grans ducats, de vegades anomenats regnes (regna) que tenien un cert nivell de solidaritat interna. La feblesa d'un poder central va facilitar la formació de ducats tribals. Els primers van ser Saxònia i Baviera, que havien estat conquerides per Carlemany. A la historiografia alemanya se'ls anomena jüngere Stammesherzogtümer, o 'ducats arrel més joves'. Els cinc 'ducats arrel més joves' convencionals del Sacre Imperi Romanogermànic són Saxònia, Baviera, Franconia, Suàbia i Lotaringia. El ducat de Turíngia, encara que és un dels 'vells ducats arrel', no es compta entre ells perquè havia estat absorbit per Saxònia en 908, abans de la fundació del Sacre Imperi Romanogermànic.
S'ha debatut a la historiografia alemanya moderna sobre el sentit que aquests ducats fossin 'tribals', com en un poble que comparteix una ascendència comuna, governat per un cap durant llargs períodes, i compartint un sentit tribal de solidaritat i costums. En el context del nacionalisme alemany modern, Gerd Tellenbach (1939) va emfatitzar el paper del feudalisme, tant dels reis en la formació del regne germànic com dels ducs en la formació dels ducats arrel, davant de Martin Lintzel i Walter Schlesinger, que feien èmfasi en el paper de les 'arrels' o 'tribus' individuals (Stämme). L'existència d'una autodesignació 'tribal' entre saxons i bavaresos pot confirmar-se durant els segles x i xii, respectivament, encara que hi pot haver molt abans.
Després de la mort de l'últim carolingi franc oriental, Luis IV, el 911, els ducats arrel van reconèixer la unitat del regne, reunint-se a Forchheim i van triar a Conrad I com el seu rei. Segons la tesi de Tellenbach, els ducs van crear els ducats durant el regnat de Conrat. Cap duc va intentar establir un regne independent. Fins i tot després de la mort de Conrat el 918, quan es va disputar l'elecció d'Enric I, el seu rival, Arnulf I de Baviera, no va fundar un regne separat encara que ho va reclamar tot, abans de ser obligat per Enric a sotmetre's a l'autoritat reial. Enric fins i tot podia haver promulgat una llei que estipulava que el regne estaria unit a partir de llavors. Arnulf va continuar governant com un rei fins i tot després de la seva submissió, però després de la seva mort en 937, el ducat va ser ràpidament controlat pel fill d'Enric, Otó I. Els otonians van treballar per preservar els ducats com a departaments de la corona, però pel regnat d'Enric IV els ducs els havien convertit en funcionalment hereditaris.

### Saxons i sàl·lics, 919–1125
Qualsevol distinció entre els regnes de Frància Oriental i Germània és, en certa manera, producte d'una retrospecció posterior, igual que Frància Occidental, que passaria a anomenar-se França diversos segles després. Frància Oriental segueix estant present molt després que el Regne de Germània entri en la història. Un cronista i historiador imperial del segle XII, Otó de Frisinga, distingeix al primer Rei de germans, Enric I, que havia restaurat el regne usurpat pels llombards, del primer rei germà a tenir el poder imperial, Otó I.
El 1028, després de la seva coronació com a emperador el 1027, Conrat II de la dinastia sàlica va fer que el seu fill, Enric III, fos elegit rei de Germània pels prínceps electors. Quan Conrat va intentar deposar en 1035 a Adalberó de Carintia, Enric, seguint el consell del seu tutor, Egilbert, bisbe de Freising, es va negar a permetre-ho, ja que Adalberó era un vassall del rei de Germània, no de l'emperador. Els magnats alemanys, havent elegit legalment a Enric, no reconeixerien la deposició, llevat que el seu rei també ho fes. Després de moltes protestes, Conrat es va agenollar finalment davant del seu fill i va suplicar el seu consentiment, que finalment se li va concedir. El 1047, Enric III és coronava emperador.